# Stefan-Andres-Gymnasium
Das Stefan-Andres-Gymnasium ist ein nach dem Schriftsteller Stefan Andres benanntes Gymnasium in kommunaler Trägerschaft in Schweich, Rheinland-Pfalz.

## Geschichte
Das Stefan-Andres-Gymnasium entstand 2009, als im Zuge einer Strukturreform die bereits seit 1974 existierende Haupt- und Realschule zur Stefan-Andres-Realschule plus zusammengeführt wurde, die Trägerschaft des Schulzentrums von der Verbandsgemeinde Schweich auf den Landkreis Trier-Saarburg überging und ein Gymnasium aufgebaut wurde. Hintergrund war die Überlastung der Trierer Gymnasien. Der erste Abiturjahrgang wurde 2018 verabschiedet.

## Profil
Das Stefan-Andres-Gymnasium bietet Englisch, Französisch, Latein und Spanisch als Fremdsprachen an. Es nimmt regelmäßig am Programm Erasmus+ der EU teil. Die Orientierungsstufe wird gemeinsam mit den anderen Schulen des Stefan-Andres-Schulzentrums betrieben.